# Hakata Gion Yamakasa

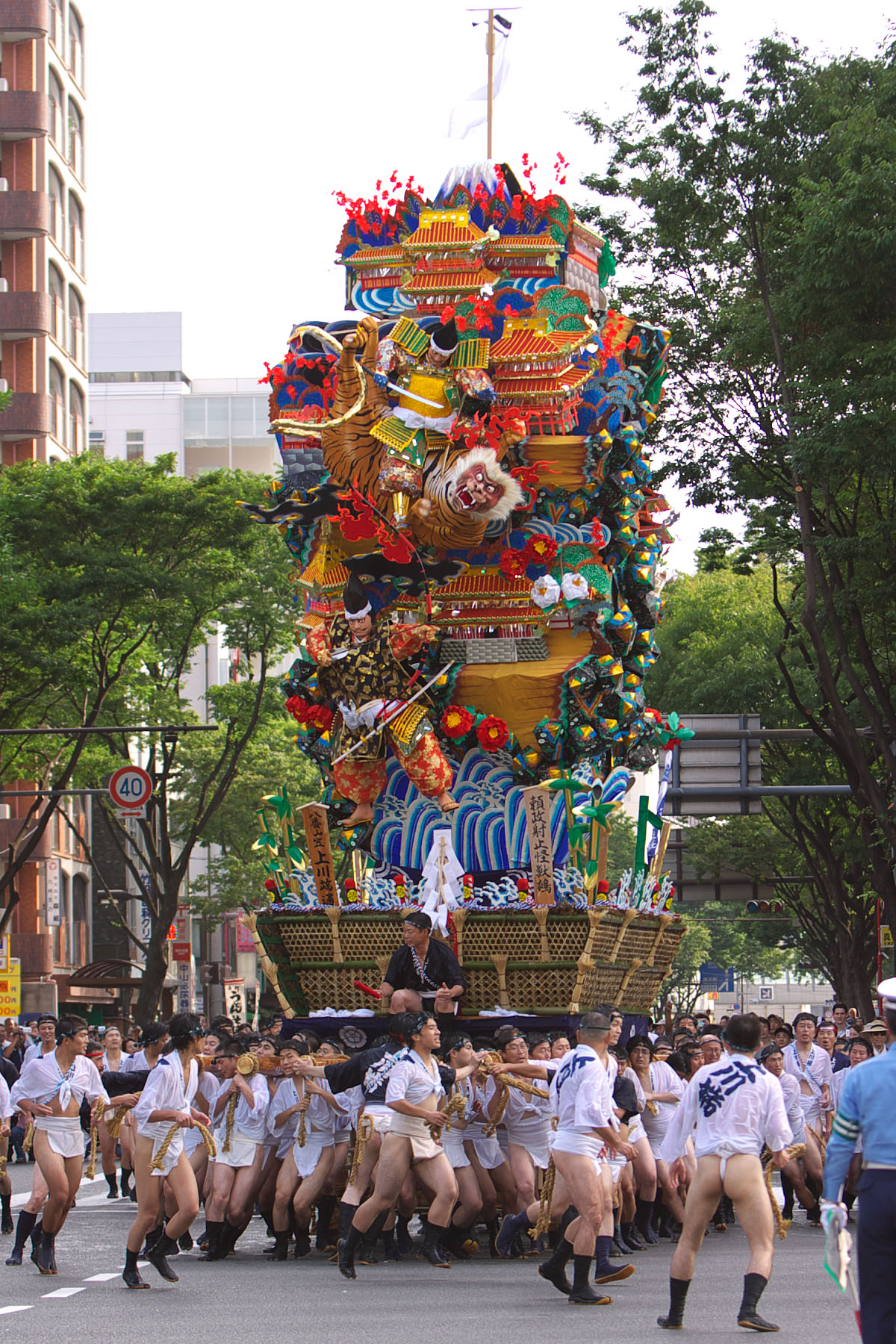
Tragbares Kazariyama von Kamikawabata-toori

Das Hakata-Gion-Yamakasa (jap. 博多祇園山笠) ist ein japanisches Volksfest in Hakata, einem Stadtteil von Fukuoka. Es wird jährlich vom 1. bis zum 15. Juli rund um den Kushida-Schrein gefeiert und ist für seine großen „Tragen“ berühmt, die etwa eine Tonne wiegen und mit denen Einheimische durch die Straßen Hakatas um die Wette rennen. Das Fest ist wohl über 770 Jahre alt und zieht jährlich ca. eine Million Zuschauer an. Es wurde 1979 von Japans Umweltministerium zum wichtigen immateriellen Volkskulturerbe ernannt. 2016 wurde es mit 32 weiteren Matsuri wegen der großen, aufwendig gefertigten Festwagen in die UNESCO-Liste der „Intangible Cultural Heritage“ aufgenommen.

## Die Tragen
Die festlich dekorierten Tragen heißen Yamakasa (山笠) und sind in zwei Gruppen eingeteilt. Die Kakiyama (舁き山: „Trage-Berg“) werden zwischen dem 10. und 15. Juli täglich durch die Stadt Hakata getragen. Sie sind etwa drei Meter hoch, zeigen eine historische oder mythische Figur als große Puppe und sind zusätzlich oft mit Pinienzweigen dekoriert.
Die Kazariyama (飾り山: „Dekorations-Berg“) bleiben normalerweise das ganze Fest über an ihren Ausstellungsorten. Sie sind meist über zehn Meter hoch und reichlich mit Puppen und anderen Requisiten verziert. Die Puppen werden vorher von Hakatas Puppenmeistern hergestellt und so auf dem Kazariyama befestigt, dass sie eine Geschichte erzählen. In den letzten Jahren sind auch einige nicht-traditionelle Bezüge, wie japanische Fernsehserien oder Disneyfilme, als Themen der Kazariyama dazugekommen.
Das Kazariyama von der Straße Kamikawabata-toori stellt eine Ausnahme dar, da es als einziges Kazariyama auch getragen wird. Zu den drei wichtigsten Veranstaltungen, dem Oiyamanarashi, Shudanyamamise und Oiyama wird das riesige Kazariyama von den Anwohnern der Straße den Kakiyama hinterhergetragen.
Es werden jährlich 7 Kakiyama jeweils von einem von Hakatas sieben Distrikten hergestellt. Nur noch drei der Distrikte bauen zusätzlich ein Kazariyama für das Fest. Der Rest der insgesamt 14 Kazariyama wird von größeren Unternehmervereinigungen in Fukuoka jährlich in Auftrag gegeben.
Auch wenn die größte Faszination heutzutage von dem Wettrennen unter den Distrikten mit ihren Kakiyama ausgeht, ist der Ursprung des Festes eine religiöse Zeremonie. So spielen der Kushida-Schrein und der Jōten-Tempel noch heute eine wichtige Rolle, und das Fest ist Hakatas Schutzgöttern, darunter vor allem Susanoo-no-Mikoto, gewidmet.

## Veranstaltungen
Neben zahllosen kleinere Veranstaltungen finden die wichtigsten zwischen dem 10. und dem 15. Juli statt:
- 10. Juli: Nagaregaki
- 11. Juli: Asayama
- 11. Juli: Tanagaregaki
- 12. Juli: Oiyamanarashi
- 13. Juli: Shudanyamamise
- 14. Juli: zweites Nagaregaki
- 15. Juli: Oiyama

## Geschichte
Der genaue Ursprung des Festes ist nicht bekannt, was auf ein hohes Alter der Tradition schließen lässt. Es gibt Ähnlichkeiten mit dem buddhistischen Segaki-Ritual, wie es in Teilen von Kyūshū durchgeführt wird. Der Legende nach hat der buddhistische Mönch Enni Ben’en Hakata im Jahr 1241 von einer Seuche befreit, indem er die Bevölkerung mit heiligem Wasser bespritzte, während er auf einem Segaki-dana-Regal stand, das von den Stadtleuten durch Hakata getragen wurde. Das Fest sei demnach eine Nachahmung dieses Ereignisses und eine Dankeszeremonie an den Mönch Enni Ben’en, der nach 1241 Hohepriester des Jōten-Tempels und des Kushida-Schreins wurde. Beide spielen heute eine wichtige Rolle während der Festlichkeiten.
Vor 1898 waren Kakiyama und Kazariyama noch ein und dasselbe und wurden nur Yamakasa genannt. Die großen Yamakasa hatten noch keine Puppen und waren oft mit kleinen Tempeln verziert. Als aber gegen Ende des 19. Jahrhunderts die tief hängenden elektrischen Leitungen in Hakata zunahmen, passten die Yamakasa nicht mehr darunter durch. Nach einigen Vorfällen von Vandalismus an den Leitungen beschloss Fukuokas Magistrat, dass die Yamakasa kleiner gebaut werden sollten. Damit die Distrikte immer noch die großen Yamakasa als Statussymbole anfertigen konnten, wurden die Kazariyama zusätzlich zu den Kakiyama eingeführt.

## UNESCO-Kulturerbe
2016 wurde die Veranstaltung als Teil von Yama, Hoko, Yatai, Festwagenumzüge in Japan von der UNESCO in die Repräsentative Liste des immateriellen Kulturerbes der Menschheit aufgenommen.